# Friedrich Jodl
Friedrich Jodl, född den 23 augusti 1849 i München, död den 26 januari 1914 i Wien, var en tysk filosof.
Jodl, som var professor i Wien, stod positivismen nära, särskilt Ludwig Feuerbach, med vilken han bestämt erkände sig till ateismen och ville ersätta den transcendenta tron på ett hinsides med en humanitär jordelivsreligion, samt John Stuart Mill, gentemot vilken han dock förfäktade en realistisk ståndpunkt med hänsyn till kunskapen om yttervärlden. Bland hans arbeten märks Geschichte der Ethik (3:e upplagan 1920), Lehrbuch der Psychologie (1897, 4:e upplagan 1916), L. Feuerbach (1904), samt Kritik des Idealismus (1920).
Han var farbror till generalerna Alfred Jodl och Ferdinand Jodl.